# Podatek progresywny
Podatek progresywny – metoda obliczania wymiaru podatku, w myśl której wysokość należnego podatku rośnie szybciej niż proporcjonalnie w stosunku do wielkości podstawy opodatkowania np. według skali podatkowej.
Określenie to stosuje się najczęściej w odniesieniu do podatku dochodowego od osób fizycznych. Przy progresywnym systemie opodatkowania stawka opodatkowania (procent płaconego podatku) rośnie wraz ze wzrostem dochodu podatnika. Oznacza to, że podatnik o wyższym dochodzie będzie odprowadzał większą jego część w formie podatku, niż podatnik o niższym dochodzie. Stanowi to wyraźną różnicę w stosunku do podatku liniowego, gdzie każdy podatnik płaci taką samą część swoich dochodów w formie podatku (np. 23% VAT w 2014 r.), a przede wszystkim w stosunku do podatku pogłównego, gdzie każdy płaci taką samą sumę niezależnie od wysokości dochodów (np. składka ZUS dla samozatrudnionych).
Niemal we wszystkich progresywnych skalach podatkowych efektywna stopa opodatkowania (stosunek kwoty ostatecznie należnego podatku do wartości podstawy opodatkowania) jest określana nominalnie dla pewnych przedziałów wartości podstawy. Graniczne kwoty tych przedziałów nazywa się progami podatkowymi. Jeżeli dochód podatnika w danym roku podatkowym przekroczy wartość któregoś progu dochodowego, to nadwyżka dochodu nad wartością progu podlega opodatkowaniu z wykorzystaniem wyższej stawki opodatkowania. Podatek w kolejnych przedziałach dochodowych jest obliczany jako suma podatku płaconego za górną kwotę graniczną niższego przedziału dochodowego (według skali podatkowej) oraz podatku od kwoty nadwyżki nad kwotę graniczną według stawki właściwego przedziału.

## Przykład
Zakładamy, że skala podatkowa przewiduje dwa przedziały dochodowe (a więc jeden próg) i następujące przypisane do nich stawki opodatkowania:
- 0 zł – 30 000 zł – opodatkowane stawką 20%
- ponad 30 000 zł – opodatkowane stawką 50%

Podatnik A uzyskał w roku podatkowym dochód w wysokości 25 000 zł. Całość jego dochodu mieści się w pierwszym przedziale dochodowym, zatem nie przekroczył on progu podatkowego. Cały jego dochód zostanie opodatkowany stawką 20%, zatem wymiar podatku (należna kwota podatku) wyniesie 5000 zł.
Podatnik B uzyskał w tym samym roku podatkowym dochód w wysokości 40 000 zł. Przekroczył on zatem próg podatkowy i w stosunku do niego będą zastosowane różne stawki opodatkowania. 30 000 zł z jego dochodu zostanie opodatkowane stawką 20%, natomiast nadwyżka jego dochodu nad kwotą progu podatkowego zostanie opodatkowana stawką 50%.
30 000 zł • 20% = 6 000 zł
10 000 zł • 50% = 5 000 zł
Podatnik B zapłaci w sumie 11 000 zł podatku. Część jego dochodu została opodatkowana mniejszą, a część większą stawką opodatkowania. Efektywna stawka opodatkowania wyniosła w tym przypadku 27,5%:
11 000 zł / 40 000 zł = 27,5%

## Kwota wolna od podatku
Przy progresywnej formie opodatkowania bardzo często mamy do czynienia z kwotą wolną od podatku, która jest odliczana od podstawy opodatkowania. Technicznie jest to jednoznaczne z wprowadzeniem zerowej stawki opodatkowania dla pierwszego przedziału dochodowego. W takim przypadku podatnik, którego dochód nie przekroczy wysokości pierwszego progu nie będzie obciążony podatkiem dochodowym. Nadwyżka dochodu podatnika ponad kwotę wolną od podatku podlega opodatkowaniu na normalnych zasadach.

## Alternatywne stawki opodatkowania
Gdyby kolejne stawki opodatkowania zamiast rosnąć – malały, wówczas mielibyśmy do czynienia z podatkiem degresywnym.
Podatek liniowy można przy pewnym uproszczeniu rozumieć jako szczególny przypadek skali progresywnej – mianowicie taki, w którym wszystkie przedziały dochodowe podlegają opodatkowaniu według tej samej stawki.
Podatek pogłówny to podatek o stałej stawce kwotowej, na którą dochód podatnika nie ma wpływu.

## Podatek progresywny na świecie
Obecnie większość rozwiniętych gospodarek świata stosuje progresywne skale opodatkowania w stosunku do dochodów osób fizycznych oraz korporacyjnych. Powoduje to większe obciążenie podatkowe większych podmiotów i mniejsze osób o niższym dochodzie, co zapobiega szkodliwej dla gospodarki koncentracji kapitału. Częstym argumentem przywoływanym na rzecz progresywnej skali opodatkowania jest sprawiedliwość społeczna oparta na redystrybucji i transferze zasobów ekonomicznych.
W rozwiniętych krajach takich jak Francja, Niemcy czy Szwecja skala progresji jest dosyć rozbudowana co powoduje w późniejszym czasie redystrybucje dochodu w kierunku niższych warstw społecznych.
Nieco mniejszą popularnością cieszy się progresywna skala opodatkowania w stosunku do dochodów osób prawnych – zwłaszcza w krajach rozwijających się. Wiele dynamicznie rozwijających się krajów Europy środkowo-wschodniej wprowadziło liniową skalę opodatkowania dochodów przedsiębiorstw. W Polsce systematycznie likwiduje się progresywność skali podatkowej od dochodów osobistych, a dochody korporacyjne zawsze były obłożone podatkiem liniowym, przez lata sukcesywnie obniżanym. Dla zobrazowania, CIT w Polsce wynosił 38% w 1997 r., natomiast w 2004 r. sprowadzony został do aktualnego (2015 r.) poziomu 19%. Największa obniżka podatku miała miejsce właśnie w 2004 r. (z 27% do 19%).

## Efekty ekonomiczne
W ogólnym ujęciu, mimo że obserwuje się wady tego rozwiązania, i rozważa alternatywy, większość ekonomistów uważa progresję podatkową za pozytywne i skuteczne narzędzie łagodzenia negatywnych skutków nierówności społecznych. W szczególności, największe analizy naukowe, takie jak brytyjski przegląd Jamesa Mirrleesa z 2011 r. lub australijski przegląd Henry'ego z 2010 r., rekomendują stosowanie progresywnego podatku dochodowego w polityce podatkowej opartej na dowodach. Według zespołu Mirrleesa, czy np. ekonomisty Johna H. Cochrane'a, właściwym celem nie jest jednak zmniejszanie nierówności samych w sobie, lecz redukcja związanych z nią niepożądanych społecznie zjawisk: ubóstwa, konfliktów i przestępczości, bezrobocia strukturalnego, nierównego wpływu politycznego, dostępu do edukacji czy kultury, oraz zjawiska pogoni za rentą wśród osób zamożnych. Nierówności ekonomiczne mogą mieć także cenione społecznie przyczyny, jak większy wkład pracy, talentu i przedsiębiorczości niektórych jednostek, i ich wyższe opodatkowanie nie jest jednoznacznie pożądane. Ocena efektywności podatku progresywnego w realizacji tych celów zależy również od tego, finansowaniu jakich wydatków służy. Redystrybucja dochodu ma też aspekt, co opisuje np. ekonomista Dirk Krueger, racjonalnego ubezpieczenia przed czynnikiem losowym na rynku pracy i w gospodarce. W tej perspektywie pewne opodatkowanie pracy jest sprawiedliwe i przyjmowane w umowie społecznej, ponieważ zatrudnienie jest efektem nie tylko talentu, ale i współpracy oraz szczęścia. Ekonomista Scott Sumner zwraca uwagę, że „Tworzenie bogactwa we współczesnym społeczeństwie jest dziełem zbiorowym. Żaden bogaty człowiek nie zawdzięcza wszystkiego wyłącznie własnej pracy; opiera się na współpracy z setkami innych, uboższych osób."
Popularną alternatywą jest podatek liniowy z kwotą wolną od podatku, który może mieć przybliżone, choć mniejsze efekty redystrybucyjne, będąc przy tym łatwiejszym w implementacji. Funkcja incydencji takiego podatku może być podobna do podatku progresywnego. Preferowany społecznie stopień liniowości lub nieliniowości podatku zależy mocno od obecnej struktury społeczeństwa i oceny panujących w nim nierówności dochodowych i społecznych. Częściowo mieści się to w obszarze mierzalnych aspektów i mechanizmów dobrobytu gospodarczego, ale częściowo pozostaje kwestią normatywną – zależy od przyjmowanych celów i wartości etycznych.
Niektórzy ekonomiści postulują rozważenie jako alternatywy podatku od konsumpcji, w postaci progresywnej lub liniowej z kwotą wolną od podatku. Część wad jakie zarzuca się progresywnemu podatkowi dochodowemu od osób fizycznych (tj. zmniejszanie relatywnej wartości pracy i oszczędności) nie wynika z progresji, lecz z faktu opodatkowania pracy (dochodu). Zdaniem proponentów, podatek od konsumpcji jest w większym stopniu wolny od tego rodzaju zniekształceń ekonomicznych, i lepiej realizuje cele sprawiedliwości społecznej.

### Pozytywne efekty
Podatek progresywny może zmniejszać negatywne aspekty nierówności społecznych. W wielu badaniach obserwuje się związane z nierównościami spowolnienie wzrostu gospodarczego. Przegląd Międzynarodowego Funduszu Walutowego stwierdza, że redystrybucja dochodów nie musi kłócić się z rozwojem, ale może mu sprzyjać – jest to jednak zależne od wielu ubocznych czynników. Duża nierówność współwystępuje z niestabilnością polityczną i konfliktami społecznymi. Jest też związana z nierównościami edukacyjnymi. Progresja podatkowa może sprzyjać redukcji nierówności edukacyjnych i bezrobocia. W analizie danych ze Stanów Zjednoczonych obejmującej lata 1913-2000 zaobserwowano współwystępowanie wyższej progresji z większym dobrobytem i tempem rozwoju gospodarczego. Nie jest to jednak jednoznacznie rozstrzygnięte zagadnienie.
Podatek progresywny może w teorii zwiększać niepożądane zniekształcenia ekonomiczne, ponieważ zniechęca do dodatkowej produktywności i pracy osoby podlegające wyższym stawkom. W wielu analizach stwierdza się jednak, że podaż pracy jest mało wrażliwa na opodatkowanie. Nieco wyższą elastyczność obserwuje się odnośnie do unikania opodatkowania przez osoby bogate, na przykład przez przenoszenie prywatnej konsumpcji do wewnątrz korporacji lub za granicę. W badaniach amerykańskich, nawet podatnicy poinformowani o dokładnej konstrukcji progów, zwolnień i ulg, nie podejmują dużych zmian w decyzjach o świadczeniu pracy, choć w pewnym stopniu zależność taka jest obecna.
W analizie Lockwooda i in., podatek progresywny może poprawiać alokację talentu w gospodarce, jeśli zwiększa relatywną wartość zawodów, którym towarzyszy duża skala pozytywnych efektów zewnętrznych (nauczyciele, pielęgniarki), i które w związku z tym są niedoceniane rynkowo. Dla pełnej efektywności w tym celu potrzebny jest jednak system podatkowy uwzględniający inne czynniki niż tylko dochód. Ekonomista N. Gregory Mankiw wysunął jako argument na rzecz stosowania kryteriów pozadochodowych, żartobliwą propozycję uzależnienia stawek podatkowych od fizycznego wzrostu ludzi, ze względu na korelację tego wskaźnika z nierównościami społecznymi, i wykazał, że mogłoby to zwiększyć efektywność utylitarną opodatkowania. W bardziej poważnej propozycji, proponuje on różne stawki podatkowe dla różnych branż rynku.
Analiza oparta na danych amerykańskich na lata 1962-1995 sugeruje, że progresja podatkowa sprzyja stabilizacji gospodarki, ponieważ redystrybucja łagodzi gwałtowne skutki zmian w zatrudnieniu i konsumpcji.
Zwolennikami podatku progresywnego w porównaniu z podatkiem liniowym byli również niektórzy ekonomiści szkoły austriackiej, jak Friedrich von Wieser i Murray Rothbard, choć nurt ten jest łączony z odrzuceniem roli państwa w gospodarce. Zwracali oni uwagę na malejącą wraz ze wzrostem dochodu krańcową użyteczność konsumpcji, oraz towarzyszącą wyższej progresji większą wolność dla wchodzenia na rynek nowych przedsiębiorców.

### Negatywne efekty
Progresywny podatek dochodowy może zniechęcać do pracy, i zachęcać do ukrywania dochodów, lub przenoszenia prywatnych wydatków przedsiębiorców do korporacji, jeśli stawki podatku CIT są niższe. Progresywny podatek dochodowy jest też relatywnie kosztowny w administracji. Niektóre postaci nierówności sprzyjają wzrostowi gospodarczemu. Zależy to od skali i struktury tych nierówności, oraz struktury społeczeństwa.
W szerokim ujęciu, większość podatków (z wyjątkiem np. podatków Pigou) z zasady zwiększa zniekształcenia gospodarcze – zniechęca do prowadzenia objętej nimi działalności. Dlatego powinny być one na tyle niskie i optymalnie skonstruowane, na ile to możliwe i wystarczające do realizacji przyjętych celów publicznych. W praktyce implementacje systemów podatkowych są ze względów politycznych rzadko w pełni zgodne z wiedzą ekonomiczną.

### Optymalizacja progów i stawek podatkowych
Badania Saeza czy Mankiwa wskazują, że optymalne opodatkowanie w dużym stopniu zależy od dynamicznej struktury gospodarki i społeczeństwa. Ich analizy wskazują konkretne metody obliczania stawek podatkowych na podstawie obserwowanych na rynku elastyczności związanych z pracą. Dynamika ta stoi w pewnym konflikcie z tezą, że w polityce społecznej ważna jest stabilność i przewidywalność – w niestabilnym systemie ludzie są zniechęceni do przedsiębiorczości i podejmowania ryzyka.
Niektóre analizy danych gospodarczych ze Stanów Zjednoczonych wskazują na optymalną z punktu widzenia dobrobytu społecznego stawkę krańcowej stopy podatkowej dla najwyższego progu w wysokości ponad 50%, a w modelach obejmujących cykl życia uzyskuje się nawet stawki przekraczające 90%. Ich sens może być tłumaczony tym, że maksymalny dochód uzyskuje się pod koniec kariery, kiedy nie jest już tak ważną motywacją. Większa progresja natomiast pomaga rozpocząć produktywną karierę, na której początku dochód jest bardziej istotny.